# Escuela de Marcinelle

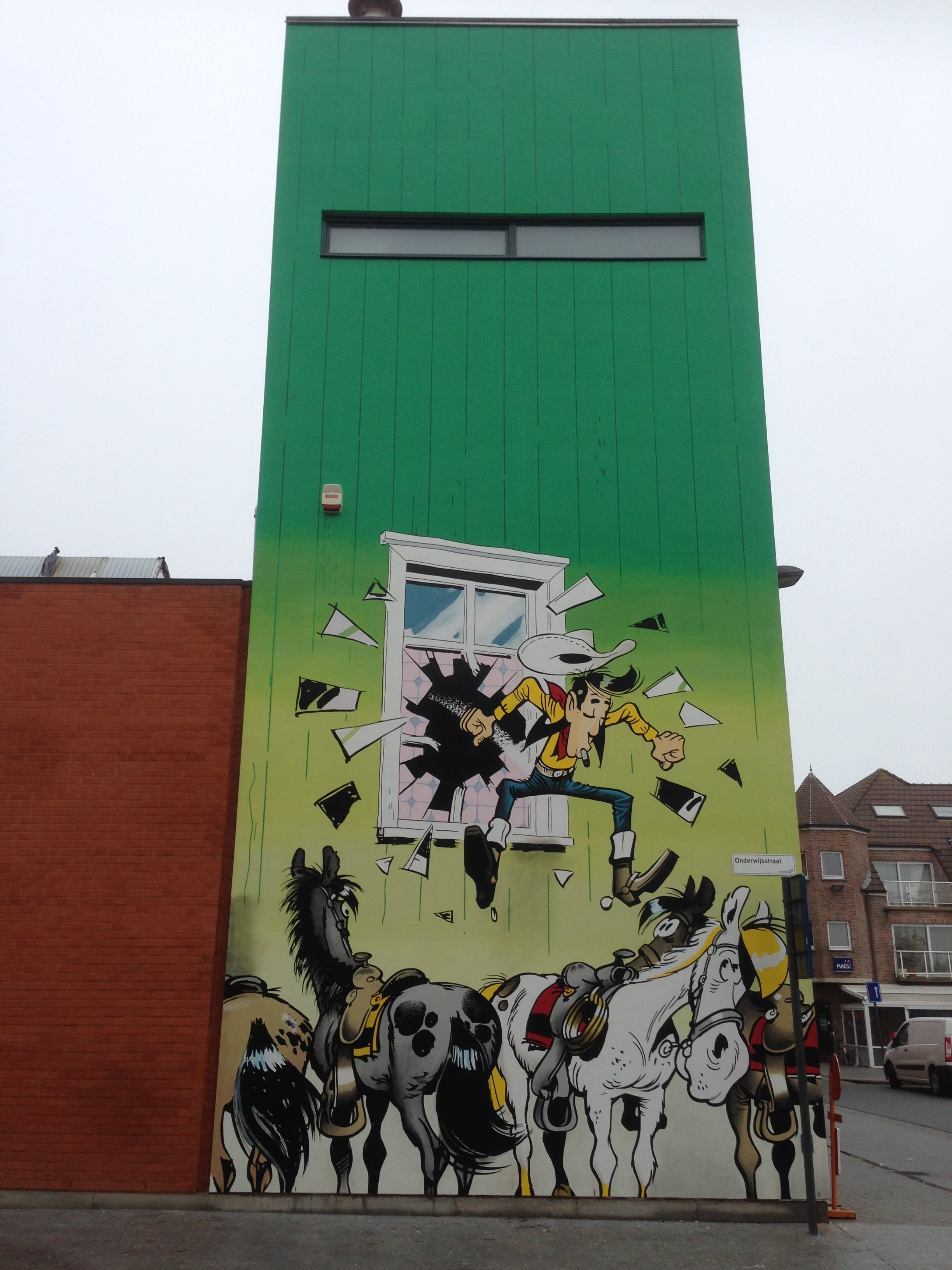
Lucky Luke de Morris y Goscinny, ilustrativa del énfasis en el movimiento de la escuela de Marcinelle. Mural que hace parte de la Ruta del Cómic de Bruselas

El término "escuela de Marcinelle" (en francés: École de Marcinelle) o "escuela de Charleroi" (École de Charleroi) se refiere a un grupo de dibujantes belgas creado por Joseph Gillain (más conocido como Jijé) tras la Segunda Guerra Mundial. La primera generación, conocida como la "Bande à quatre" ("La banda de los cuatro"), estaba conformada por Jijé y sus asistentes Franquin, Morris y Will. Todos los dibujantes de la escuela de Marcinelle estuvieron vinculados con la revista semanal Spirou, cuyas oficinas en la década de 1940 estaban ubicadas en el pueblo de Marcinelle, cerca de Charleroi en Bélgica.
El estilo de estos dibujantes se convirtió prontamente en el preferido de los artistas que trabajan en la influyente revista Spirou, y por lo tanto tuvo un gran impacto en las historietas belgas y en la escena de la historieta franco-belga, inspirando a generaciones de dibujantes y escritores.

## Estilo
En asuntos de estilo, la escuela de Marcinelle es una mezcla de lo caricaturesco y lo realista, y a veces se le llama también cómico-dinámico ("cómico" aquí se refiere a la comedia y no al medio). Su estilo también se ha denominado atómico o de línea oscura; se caracteriza, por ejemplo, por dibujos caricaturescos, narices grandes y globos redondeados. A menudo se le cita en libros contrapuesto al estilo de ligne claire (línea clara) de Hergé. Si bien estos dos estilos tienen mucho en común, la escuela de Marcinelle se enfoca en transmitir la impresión de movimiento, en tanto que la de línea clara tiende a ser más esquemática. 

## Lista de artistas
Los artistas más asociados a la escuela de Marcinelle son:
- Joseph Gillain (Jijé)
- André Franquin
- Maurice de Bevere (Morris)
- Willy Maltaite (Will)
- Eddy Paape
- Pierre Culliford (Peyo)
- Jean Roba
- Víctor Hubinón

Otros artistas que han sido considerados parte de la Escuela incluyen:
- Jean de Mesmaeker (Jidéhem)
- Paul Deliege
- Pierre Serón
- Maurice Tillieux
- François Walthéry